# 伊姆钦河
伊姆钦河（俄语：Река Имчин）是萨哈林州诺格利基的河流，源起中央山北，长59公里，流域面积214平方公里，注入特米河。名称来源于尼夫赫语，意为“跃击河”。

## 引用
1. ↑  М·Г·瓦西科夫斯基. . 列宁格勒: 气象出版社. 1973 （俄语）.
2. ↑  . 自然资源部 VerumWiki.   [2023-10-31]. （原始内容存档于2023-10-31） （俄语）.
3. ↑  Браславец К. М. . Южно-Сахалинск: Дальневосточное книжное издательство: 43,144. 1983 （俄语）.